# Kondensacja Perkina
Kondensacja Perkina (reakcja Perkina) - reakcja kondensacji aldehydu aromatycznego z bezwodnikiem kwasowym w obecności octanu sodu, prowadząca do utworzenia α,β-nienasyconego kwasu karboksylowego (np. kwasu cynamonowego i jego pochodnych).
Reakcja ta została po raz pierwszy opublikowana przez Williama Perkina w 1868 r.
Reakcja jest katalizowana solami sodowymi lub potasowymi kwasu karboksylowego odpowiadającego użytemu bezwodnikowi. Reakcja przebiega według mechanizmu kondensacji aldolowej. Bierze w niej udział grupa karbonylowa aldehydu oraz aktywna grupa metylenowa bezwodnika. Rola katalizatora zasadowego (anionu octanowego lub trietyloaminy) polega na wytworzeniu anionu z reagentu z aktywnym wodorem, czyli na oderwaniu protonu od bezwodnika. 
|                                                                 |
| Reakcja Perkina na przykładzie syntezy kwasu trans-cynamonowego |

Reakcja Perkina jest opisana w wielu pracach przeglądowych. 

## Mechanizm
Anion octanowy (CH3COO–) odrywa proton grupy CH3 cząsteczki bezwodnika octowego (tzw. α-proton) tworząc kwas octowy (CH3COOH) oraz formę enolową tego bezwodnika. Choć równowaga tej reakcji przesunięta jest silnie w przeciwnym kierunku (co nie zostało zaznaczone na poniższym rysunku), gdyż enole są związkami nietrwałymi, to jednak ich tworzenie się jest możliwe. Następnie zachodzi atak nukleofilowy elektronów wiązania п enolu na karbonylowy atom węgla aldehydu. Powstający produkt pośredni ulega wewnątrzcząsteczkowemu przegrupowaniu. Dalszy etap obejmuje reakcję tego produktu pośredniego albo z cząsteczką bezwodnika octowego (zwykle jest go nadmiar) albo z cząsteczką kwasu octowego, która powstała w pierwszym etapie. Nie jest jednoznacznie określone, który z mechanizmów jest bardziej poprawny, dlatego oba są stosowane. Powstający w tym etapie addukt ulega enolizacji i ostatecznie odejściu cząsteczki kwasu octowego. W obu przypadkach produktem końcowym jest α,β-nienasycony kwas karboksylowy. 
|                           |
| Mechanizm reakcji Perkina |